# Патерностер
Патерностер е пътнически асансьор, състоящ се от верига отворени кабини (обикновено проектирани за двама), които се движат нагоре и надолу без прекъсване. Пътниците могат да се качат или да слязат на който и да е етаж, без да има нужда от натискане на бутони. Много такива асансьори са закрити от съображения за сигурност, но в наши дни има няколко действащи, най-големият от които се намира в Шефилдския университет, Великобритания.

## История
Първият патерностер е изграден през 1884 г. в Дартфорд. Думата „патерностер“ произлиза от християнската молитва „Отче наш“. Този асансьор е кръстен така, именно защото принципът му на действие наподобява броеницата, използвана като помощно средство при произнасяне на молитви.
Патерностерите добиват популярност през първата половина на XX век, тъй като могат да превозват повече пътници, отколкото обикновените асансьори. По онова време били по-често срещани в континентална Европа и по-специално в обществени сгради. Това са сравнително бавни асансьори, скоростта на които е 30 сантиметра в секунда.
Изграждането на нови патерностери не е разрешено в повечето страни поради големия риск от инциденти (спъване или падане, най-вече при влизане и излизане). Пет души загиват, возейки се на патерностери, от 1970 до 1993 г. Най-застрашени са стари хора, хора с увреждания и деца. 81-годишен мъж загива през 2012, след като пада в шахтата. Патерностер в Нюкасълския университет е изведен от експлоатация през 1989, когато пътник попада между веригите на съоръжението. По-късно, на негово място е инсталиран обикновен асансьор. След този инцидент, с цел преглед на безопасността са затворени всички патерностери във Великобритания за около година и половина.
През април 2006 г. от компанията „Хитачи“ обявяват плановете си за откриване на модерен, компютърно контролиран патерностер, който да има врати, за да бъдат избягвани инциденти.